# Powiat de Chojnice
Le powiat de Chojnice (en polonais : powiat chojnicki) est un powiat appartenant à la voïvodie de Poméranie dans le nord de la Pologne.

## Division administrative
Le powiat comprend 5 communes :
- 1 commune urbaine : Chojnice ;

Carte du powiat

- 2 communes rurales : Chojnice et Konarzyny ;
- 2 communes mixtes : Brusy et Czersk.